# Tom Shippey
Thomas Alan Shippey (9 settembre 1943) è un medievista e critico letterario britannico, studioso di letteratura medievale e anglosassone.
Oltre a questo, si è distinto come studioso dei moderni generi fantasy e di fantascienza, in particolare per i lavori su J.R.R. Tolkien, sui quali ha scritto diversi saggi accademici.

## Biografia
La sua vita e il suo lavoro ricalcano in qualche modo quelle di Tolkien; come Tolkien, ha studiato alla King Edward's School a Birmingham e ha insegnato antico inglese alla Oxford University. Ha occupato in seguito la stessa cattedra di Tolkien alla University of Leeds.
Con lo pseudonimo John Holm, è anche coautore (insieme a Harry Harrison) della trilogia Le spade e l'impero (anche nota come La croce e il martello), un misto fra storia alternativa e fantasy.

## Pubblicazioni
- Old English Verse, Hutchinson's, Londra 1972.
- Poems of Wisdom and Learning in Old English (Poemi di saggezza e insegnamento in antico inglese), D.S. Brewer, Ltd., Cambridge 1976.
- Beowulf (Studi sulla letteratura inglese), Londra 1978.
- The Road to Middle-earth, Allen & Unwin, Londra 1982; Houghton Mifflin, Boston 1983. In italiano: La via per la Terra di Mezzo, Marietti 1820, Genova-Milano 2005.
- J.R.R. Tolkien: Author of the Century, HarperCollins, Londra 2000; Houghton Mifflin, Boston 2001. In italiano: J.R.R. Tolkien autore del secolo, Simonelli, Milano 2004.